# Словесные названия российского оружия/Ю
Словесные названия российского оружия
А
Б
В
Г
Д
Е
Ё
Ж
З
И
К
Л
М
Н
О
П
Р
С
Т
У
Ф
Х
Ц
Ч
Ш
Щ
Э
Ю
Я
- «Юг» — серия космических аппаратов
- «Юг» — средний разведывательный корабль проекта 862
- «Юкон» — высокоточная лазерно-телевизионная станция
- «Юла» — ранцевый десантно-штурмовой вертолёт
- «Юлия» — разведывательный беспилотный летательный аппарат (проект)
- «Юнга» — большой торпедный катер ТМ-200 (ТК-450)
- «Юнга» — малый противолодочный корабль проекта 1131М
- «Юпитер» — авиационный теплопеленгатор
- «Юпитер» — радиоастропеленгатор